# Opština Vladičin Han

Lage der Gemeinde im Kreis Pčinja

Die Opština Vladičin Han (serbisch-kyrillisch Општина Владичин Хан) ist eine serbische Opština im Okrug Pčinja mit rund 21.000 Einwohnern. Der Verwaltungssitz ist Vladičin Han; der Gemeindevorsteher Goran Mladenović ist Mitglied der SNS.

## Orte
Die Opština Vladičin Han umfasst eine städtische Siedlung, den Verwaltungssitz Vladičin Han.
Daneben gibt es 50 Dörfer:
- Balinovce
- Bačvište
- Belanovce
- Beliševo
- Bogoševo
- Brestovo
- Vrbovo
- Garinje
- Gornje Jabukovo
- Gramađe
- Dekutince
- Donje Jabukovo
- Dupljane
- Žitorađe
- Zebince
- Jagnjilo
- Jastrebac
- Jovac
- Kalimance
- Kacapun
- Koznica
- Kopitarce
- Kostomlatica
- Kržince
- Kukavica
- Kunovo
- Lebet
- Lepenica
- Letovište
- Ljutež
- Mazarać
- Manajle
- Manjak
- Mrtvica
- Ostrovica
- Polom
- Prekodolce
- Priboj
- Ravna Reka
- Rdovo
- Repince
- Repište
- Ružić
- Solačka Sena
- Srneći Dol
- Stubal
- Suva Morava
- Tegovište
- Urvič
- Džep